# Podlesie (Żerniki Górne)
Podlesie – część wsi Żerniki Górne w Polsce, położona w województwie świętokrzyskim, w powiecie buskim, w gminie Busko-Zdrój.
W latach 1975–1998 Podlesie administracyjnie należało do województwa kieleckiego.